# Władimir Kim
Władimir Siergiejewicz Kim (ros. Владимир Серге́евич Ким; ur. 29 października 1960 r.) – kazachski przedsiębiorca oraz miliarder pochodzenia koreańskiego.   

## Życiorys
Władimir Kim urodził się 29 października 1960 roku. Jest synem Koreańczyków, którzy w ramach przesiedleń mniejszości narodowych w ZSRR za rządów Józefa Stalina, zostali zesłani do Kazachskiej SRR. W 1982 roku ukończył edukację na Instytucie Architektonicznym (w 1992 roku przemianowanym na Kazachską Akademię Architektoniczno-Budowlaną) w Ałmaty, a w 1998 roku w Stanach Zjednoczonych otrzymał dyplom MBA oraz uzyskał stopień doktora biznesu oraz zarządzania administracyjnego. Po skończeniu szkoły w Ałmaty przyłączył się do Komunistycznej Partii Kazachstanu, w której po jakimś czasie został przewodniczącym okręgu Ałmaty. 
Kilka miesięcy po odzyskaniu przez Kazachstan niepodległości w 1991 roku, Władimir Kim został zatrudniony przez firmę Samsung jako szef jej kazachskiego oddziału. Przełom w jego karierze nastąpił w 1995 roku, kiedy Samsung podpisał z rządem Kazachstanu pięcioletni kontrakt dotyczący odbudowy przedsiębiorstwa ZhezkazganTsvetMet, które w czasach sowieckich stanowiło jeden z największych zakładów miedziowych. Kim otrzymał wówczas zadanie pokierowania owym projektem i przejął kierownictwo w podupadłej firmie. W 1997 roku zmieniono jej nazwę na Kazakhmys, a w przeciągu pięciu lat zaczęto odnotowywać znaczące zyski. Rząd Kazachstanu był na tyle zadowolony z wyników finansowych, że po wygaśnięciu kontraktu z Samsungiem, mianował Władimira Kima prezesem zarządu Kazakhmys oraz właścicielem wielu akcji państwowej spółki. Kiedy ta w 2005 roku weszła na London Stock Exchange, wartość akcji bardzo wzrosła, co uczyniło Kima miliarderem.  
W 2014 roku Kazakhmys zmieniło nazwę na KAZ Mineral, gdzie Władimir Kim zasiadł w zarządzie jako członek zwyczajny, jednak dalej posiadając dużą część akcji firmy. Jest również prezesem ENRC Kazakhstan Holding BV.  
Magazyn Forbes w 2017 roku oszacował majątek Władimira Kima na 2,6 mld dolarów amerykańskich, jako najbogatszej osoby w Kazachstanie po Bułacie Utemuratowie.